# Mouvement doux

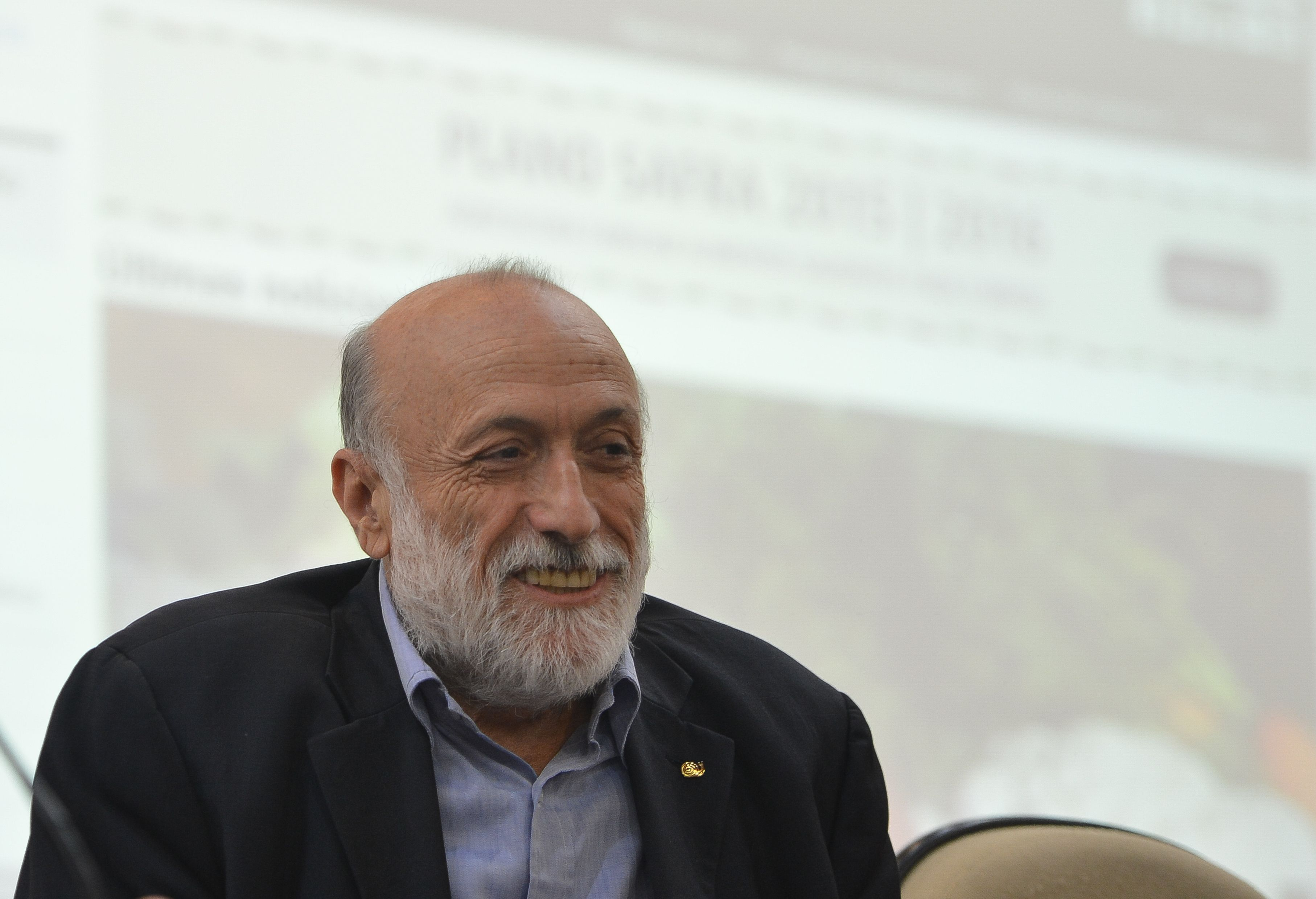
Le pionnier du mouvement, Carlo Petrini

Le mouvement « doux » (angl. slow movement, appelé aussi slow attitude) prône une transition culturelle vers le ralentissement de notre rythme de vie, l'adoucissement des pressions modernes et l'appréciation des choses simples. Il s'oppose à un nombre de tendances qu'a vues naître le XXe siècle telles que la restauration rapide (et donc la malbouffe), le tourisme de masse, l'hyperconnexion, la consommation démesurée... Le mouvement embrasse un nombre de priorités au-delà de son sens de base, notamment l'amoindrissement de notre impact sur l'environnement et la simplicité dans un monde de plus en plus complexe.
La protestation lancée par Carlo Petrini contre l'ouverture d'un McDonald's à la Piazza di Spagna, Rome en 1986 marqua le début du mouvement dans le domaine de l'alimentation. Au cours des années, le mouvement est devenu une contre-culture dans d'autres domaines, par exemple l'urbanisme ou la mode, voire le sexe.

## Filières

### Mobilité douce
En faveur des déplacements à vélo, à pied au lieu d'un système axé sur la voiture.

### Tourisme doux et slow sport
Il s'agit ici de s'engager dans des activités physiques, récréatives, ludiques ou touristiques qui participent d'une véritable transition en ce qu'elles ne sont pas inscrites dans une logique compétitive et qu'elles portent une attention considérable aux trois dimensions de l'écologie telles que les définit Félix Guattari dans son ouvrage "les trois écologies". Les activités récréatives engagées sont des activités qui autorisent le développement personnel et l'épanouissement de la personne elle-même. Elles s'engagent encore dans une relation respectueuse d'autrui, des autres cultures (en particulier les cultures autochtones dans le cadre de voyages écologiques en phase avec le milieu culturel local, mais aussi les relations à un environnement naturel sensible et au sein duquel il y a immersion voire émersion, et encore avec les cultures minoritaires telles que celles des LGBTQIA+ ou des personnes handicapées). Elles souscrivent enfin au principe d'un rapport de respect et d'attention bienveillante à l'environnement afin d'en finir avec la rupture entre nature et société telle que la culture et l'idéologie modernes l'ont construite. Il s'agit encore de "sentir le vivant de son corps" (Da Nobrega, T. et al. 2017) et de considérer que, dans la relation apaisée à l'altérité (humaine, culturelle, naturelle, etc.) la sensation envahit le corps vivant et que nous n’en avons connaissance que dans sa rémanence dans la conscience du corps vécu.

### Slow Working
Cette filière se caractérise par le développement du travail à temps partiel et le télétravail (le temps de trajet étant converti en temps de loisir). La question du revenu universel s'inscrit aussi dans cette filière par l'acceptation d'un revenu très inférieur à un salaire mais sans contrepartie. Cette filière s'oppose par définition au célèbre travailler plus pour gagner plus.

### Financement doux
Cette filière du mouvement, une réponse à la crise économique survenue en 2008, préfère des investissements durables aux échanges boursiers effrénées.

### Slow parenting, parentalité douce
Carl Honoré, journaliste, a défendu une approche qualifiée, par la suite, de slow parenting120,121, 122. Le slow parenting consiste à moins organiser et moins planifier pour permettre aux enfants de profiter de temps libre et explorer le monde à leur propre rythme. Les jeux électroniques sont limités, les jouets sont volontairement plus simples. Ce mouvement tente d'éviter ou limiter l'influence du marketing et tout ce qui génère une surconsommation chez les parents et enfants. Les enfants sont encouragés à développer leurs propres intérêts et à passer du temps en famille123.

### Slow TV
La télévision lente peut également faire partie de ce mouvement.

### Slow Cinema
Connu en France sous le nom de Cinéma contemplatif.